# Wesołucha (Białoruś)
Wesołucha (biał. Весялуха, Wiesiałucha; ros. Веселуха, Wiesiełucha) – dawny chutor na Białorusi, w obwodzie mińskim, w rejonie miadzielskim, w sielsowiecie Słoboda. Istniał do 1977 roku.

## Historia
W czasach zaborów w gminie Żośna, w powiecie wilejskim, w guberni wileńskiej Imperium Rosyjskiego.
W latach 1921–1945 kolonia leżała w Polsce, w województwie wileńskim, w powiecie duniłowickim, od 1926 w powiecie postawskim, w gminie Żośno.
Według Powszechnego Spisu Ludności z 1921 roku zamieszkiwało tu 13 osób, wszystkie były wyznania prawosławnego i zadeklarowały białoruską przynależność narodową. Były tu 2 budynki mieszkalne. W 1931 w 4 domach zamieszkiwało 13 osób.
Wierni należeli do miejscowej parafii rzymskokatolickiej i prawosławnej w Żośnie. Miejscowość podlegała pod Sąd Grodzki w Miadziole i Okręgowy w Wilnie; właściwy urząd pocztowy mieścił się w Słobodzie Żośniańskiej.